# علي داخل
علي داخل (8 نيسان 1960 - 19 كانون الثاني 2023) ممثل عراقي، شارك في العديد من الأعمال الفنية على مستوى العراق والوطن العربي من أبرزها مسلسل بيت الطين، وماضي يا ماضي، ومسلسل المحلة، مسلسل فشافيش، ودرس علي المسرح وكان حسن الإنصات للأساتذة بتفكر وحفظ إرشاداتهم كوصايا سامي عبد الحميد. أُشِيْعَ خبر وفاته إلا أنه نفى ذلك الخبر. توفي يوم الخميس 19 كانون الثاني 2023 في بغداد.

## سيرته الفنية
بدا في العمل المسرحي في العشرينيات من عمره بمراكز الشباب في محافظة ميسان عام 1976 وساعده ذلك ليرتقي على خشبة المسرح واستمر بهِ الحال بالتمثيل إلى عام 1997.

## أعماله التلفازية
- عائلة خارج التغطية[10]
- غايب في بلاد العجايب[11]
- مفتاح صار لهُ جناح[12]
- العرضحالجي[13]
- فشافيش[14]
- فوزي دق بابنا[15]
- وادي السلام[16]
- المحلة[17]
- الماز[18]
- بيت الطين[6]
- طريق نعيمة[19]
- العتاك[20]
- ماضي يا ماضي[21]
- حب في القرية[22]
- الرحيل[23]
- أحلام النهار[24]
- أشهى الموائد في مدينة القواعد[25]
- برج العقرب[26]
- الضفة الاخرى[27]